# CrossCut Records

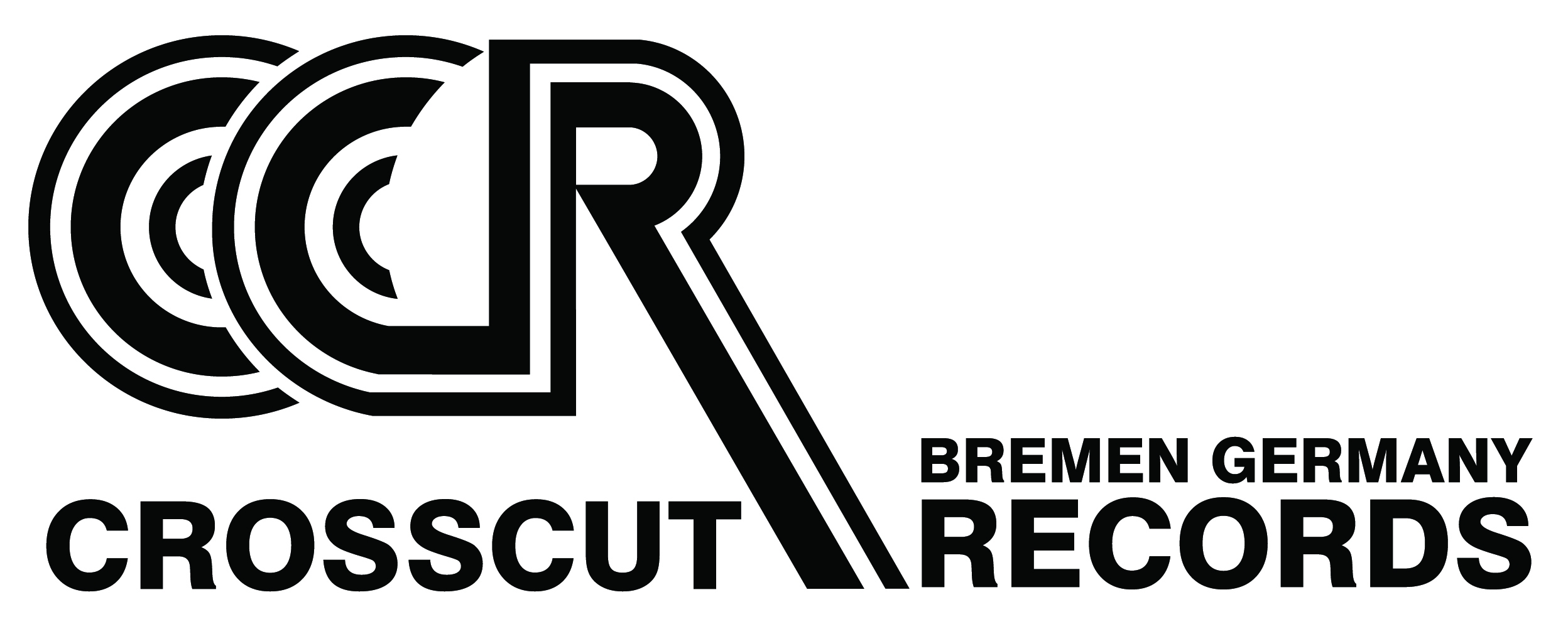
Logo CrossCut Records

CrossCut Records is een onafhankelijk Duits platenlabel, dat zich specialiseert in het uitbrengen van bluesplaten. Het label werd in 1981 in Bremen door Detlev Hoegen opgericht, die eerder dat jaar onder dezelfde naam een postorderbedrijf was begonnen voor bluesmateriaal. De eerste uitgebrachte plaat van CrossCut Records was een album van Papa George Lightfoot, een heruitgave. De eerste eigen productie was een plaat van saxofonist Gary Wiggins en pianist Christian Rannenberg.
Musici wier werk op het label (opnieuw) uitkwam, waren verder onder meer Charlie Musselwhite, Hank Shizzoe, Lee McBee, Philipp Fankhauser en Ronnie Earl.
In 1984 werd de CrossCut-plaat Rockin' the Blues van Freddy King onderscheiden met een W. C. Handy-Award. In 2010 kreeg het label van de Blues Foundation een 'Keeping the Blues Alive Award' in de categorie 'beste platenlabel'.